# Українська Політична Бібліотека
«Українська Політична Бібліотека» — видавництво М. Залізняка у Відні й Стокгольмі 1914—1917, видавало книги і брошури політичного і соціального змісту; серед інших М. Драгоманова, С. Томашівського («Галичина, політично-історичний нарис»), М. Лозинського та ін. Видання «Української Публічної Бібліотеки» поширювано серед російських полонених в Австрії, а також пересилано до України.